# South Emmons (Dakota del Norte)
South Emmons es un territorio no organizado ubicado en el condado de Emmons en el estado estadounidense de Dakota del Norte. En el Censo de 2010 tenía una población de 820 habitantes y una densidad poblacional de 0,44 personas por km².

## Geografía
South Emmons se encuentra ubicado en las coordenadas 46°5′37″N 100°13′55″O / 46.09361, -100.23194. Según la Oficina del Censo de los Estados Unidos, South Emmons tiene una superficie total de 1876.44 km², de la cual 1811.32 km² corresponden a tierra firme y (3.47%) 65.11 km² es agua.

## Demografía
Según el censo de 2010, había 820 personas residiendo en South Emmons. La densidad de población era de 0,44 hab./km². De los 820 habitantes, South Emmons estaba compuesto por el 99.15% blancos, el 0% eran afroamericanos, el 0% eran amerindios, el 0.12% eran asiáticos, el 0% eran isleños del Pacífico, el 0.37% eran de otras razas y el 0.37% pertenecían a dos o más razas. Del total de la población el 1.22% eran hispanos o latinos de cualquier raza.